# Liga dos Campeões da AFC de 2015
A Liga dos Campeões da AFC de 2015 foi a 34ª edição da liga organizada pela Confederação Asiática de Futebol (AFC). Como campeão, o Guangzhou Evergrande irá representar a Ásia na Copa do Mundo de Clubes da FIFA de 2015.

## Equipes classificadas
As seguintes equipes disputaram a competição.

### Ásia Ocidental
| País                                             | Equipe                                           | Classificação                                                                              |                                                  |
| Equipes que entram diretamente na fase de grupos | Equipes que entram diretamente na fase de grupos | Equipes que entram diretamente na fase de grupos                                           | Equipes que entram diretamente na fase de grupos |
| ------------------------------------------------ | ------------------------------------------------ | ------------------------------------------------------------------------------------------ | ------------------------------------------------ |
| Arábia Saudita                                   | Al-Nassr                                         | Campeão – Campeonato Saudita de Futebol de 2013–14                                         |                                                  |
| Arábia Saudita                                   | Al Shabab                                        | Campeão – Copa dos Campeões Saudita de 2014                                                |                                                  |
| Arábia Saudita                                   | Al-Hilal                                         | Vice-campeão – Campeonato Saudita de Futebol de 2013–14                                    |                                                  |
| Irão                                             | Foolad                                           | Campeão – Iran Pro League de 2013–14                                                       |                                                  |
| Irão                                             | Tractor Sazi                                     | Campeão – Copa Hazfi de 2013–14                                                            |                                                  |
| Irão                                             | Persepolis                                       | Vice-campeão – Iran Pro League de 2013–14                                                  |                                                  |
| Uzbequistão                                      | Pakhtakor Tashkent                               | Campeão – Campeonato Uzbeque de Futebol de 2014                                            |                                                  |
| Uzbequistão                                      | Lokomotiv Tashkent                               | Campeão – Copa do Uzbequistão de 2014 Vice-campeão – Campeonato Uzbeque de Futebol de 2014 |                                                  |
| Uzbequistão                                      | Nasaf Qarshi                                     | Terceiro-lugar – Campeonato Uzbeque de Futebol de 2014                                     |                                                  |
| Emirados Árabes Unidos                           | Al-Ahli                                          | Campeão – Campeonato Emiradense de Futebol de 2013–14                                      |                                                  |
| Emirados Árabes Unidos                           | Al-Ain                                           | Campeão – UAE President Cup de 2013–14                                                     |                                                  |
| Equipes que entram na fase de play-off           |                                                  |                                                                                            |                                                  |
| Arábia Saudita                                   | Al-Ahli                                          | Terceiro-lugar – Campeonato Saudita de Futebol de 2013–14                                  |                                                  |
| Irão                                             | Naft Tehran                                      | Terceiro-lugar – Iran Pro League de 2013–14                                                |                                                  |
| Uzbequistão                                      | Bunyodkor                                        | Quarto-lugar – Campeonato Uzbeque de Futebol de 2014                                       |                                                  |
| Emirados Árabes Unidos                           | Al-Wahda                                         | Vice-campeão – Campeonato Emiradense de Futebol de 2013–14                                 |                                                  |
| Emirados Árabes Unidos                           | Al-Jazira                                        | Terceiro-lugar – Campeonato Emiradense de Futebol de 2013–14                               |                                                  |
| Equipes que entram na segunda pré-eliminatória   |                                                  |                                                                                            |                                                  |
| Catar                                            | Al-Sadd                                          | Campeão – Qatar Stars League de 2013–14                                                    |                                                  |
| Catar                                            | Al Jaish                                         | Vice-campeão – Qatar Stars League de 2013–14                                               |                                                  |
| Kuwait                                           | Al-Qadsia                                        | Campeão – Campeonato Kuwaitiano de Futebol de 2013–14                                      |                                                  |
| Jordânia                                         | Al-Wehdat                                        | Campeão – Campeonato Jordano de Futebol de 2013–14                                         |                                                  |
| Omã                                              | Al-Nahda                                         | Campeão – Campeonato Omanense de Futebol de 2013–14                                        |                                                  |
| Bahrein                                          | Al-Riffa                                         | Campeão – Bahraini Premier League de 2013–14                                               |                                                  |

### Ásia Oriental
| País                                             | Equipe                                           | Classificação                                                                       |                                                  |
| Equipes que entram diretamente na fase de grupos | Equipes que entram diretamente na fase de grupos | Equipes que entram diretamente na fase de grupos                                    | Equipes que entram diretamente na fase de grupos |
| ------------------------------------------------ | ------------------------------------------------ | ----------------------------------------------------------------------------------- | ------------------------------------------------ |
| Coreia do Sul                                    | Jeonbuk Hyundai Motors                           | Campeão – Campeonato Sul-Coreano de Futebol de 2014                                 |                                                  |
| Coreia do Sul                                    | Seongnam                                         | Campeão – FA Cup Coreana de 2014                                                    |                                                  |
| Coreia do Sul                                    | Suwon Samsung Bluewings                          | Vice-campeão – Campeonato Sul-Coreano de Futebol de 2014                            |                                                  |
| Japão                                            | Gamba Osaka                                      | Campeão – Campeonato Japonês de Futebol de 2014 Campeão – Copa do Imperador de 2014 |                                                  |
| Japão                                            | Urawa Red Diamonds                               | Vice-campeão – Campeonato Japonês de Futebol de 2014                                |                                                  |
| Japão                                            | Kashima Antlers                                  | Terceiro lugar – Campeonato Japonês de Futebol de 2014                              |                                                  |
| Austrália                                        | Brisbane Roar                                    | Campeão – A-League de 2013–14 Campeão – A-League Grand Final de 2014                |                                                  |
| Austrália                                        | Western Sydney Wanderers                         | Vice-campeão – A-League de 2013–14                                                  |                                                  |
| China                                            | Guangzhou Evergrande                             | Campeão – Super Liga Chinesa de 2014                                                |                                                  |
| China                                            | Shandong Luneng Taishan                          | Campeão – FA Cup Chinesa de 2014                                                    |                                                  |
| Tailândia                                        | Buriram United                                   | Campeão – Campeonato Tailandês de Futebol de 2014                                   |                                                  |
| Vietname                                         | Becamex Bình Duong                               | Campeão – V-Liga de 2014                                                            |                                                  |
| Equipes que entram na fase de play-off           |                                                  |                                                                                     |                                                  |
| Coreia do Sul                                    | FC Seoul                                         | Terceiro-lugar – Campeonato Sul-Coreano de Futebol de 2014                          |                                                  |
| Japão                                            | Kashiwa Reysol                                   | Quarto lugar – Campeonato Japonês de Futebol de 2014                                |                                                  |
| Austrália                                        | Central Coast Mariners                           | Terceiro-lugar – A-League de 2013–14                                                |                                                  |
| China                                            | Beijing Guoan                                    | Vice-campeão – Super Liga Chinesa de 2014                                           |                                                  |
| Equipes que entram na segunda pré-eliminatória   |                                                  |                                                                                     |                                                  |
| China                                            | Guangzhou R&F                                    | Terceiro-lugar – Super Liga Chinesa de 2014                                         |                                                  |
| Tailândia                                        | Bangkok Glass                                    | Campeão – FA Cup Tailandesa de 2014                                                 |                                                  |
| Tailândia                                        | Chonburi                                         | Vice-campeão – Campeonato Tailandês de Futebol de 2014                              |                                                  |
| Vietname                                         | Hà Nội T&T                                       | Vice-campeão – V-Liga de 2014[Nota Vietname]                                        |                                                  |
| Indonésia                                        | Persib Bandung                                   | Campeão – Campeonato Indonésio de Futebol de 2014                                   |                                                  |
| Hong Kong                                        | Kitchee                                          | Campeão – Liga da Primeira Divisão de Hong Kong de 2013–14                          |                                                  |
| Equipes que entram na primeira pré-eliminatória  |                                                  |                                                                                     |                                                  |
| Myanmar                                          | Yadanarbon                                       | Campeão – Campeonato Birmanês de Futebol de 2014                                    |                                                  |
| Malásia                                          | Johor Darul Ta'zim                               | Campeão – Campeonato Malaio de Futebol de 2014                                      |                                                  |
| Índia                                            | Bengaluru                                        | Campeão – I-League de 2013–14                                                       |                                                  |
| Singapura                                        | Warriors                                         | Campeão – S-League de 2014                                                          |                                                  |

Notas
- Nota Vietname. ^  A equipe do Hà Nội T&T entrou na competição ao invés do Hải Phòng, o campeão da Copa do Vietname de 2014 por não cumprir os critérios necessários para a competição.[3]

## Calendário
O calendário da competição é o seguinte (todos os sorteios são realizados na sede da AFC em Kuala Lumpur, Malásia).
| Fase             | Rodada                    | Data do sorteio        | Partida de ida             | Partida de volta           |
| ---------------- | ------------------------- | ---------------------- | -------------------------- | -------------------------- |
| Fase preliminar  | Primeira pré-eliminatória | Sem sorteio            | 4 de fevereiro de 2015     | 4 de fevereiro de 2015     |
| Fase preliminar  | Segunda pré-eliminatória  | Sem sorteio            | 10 de fevereiro de 2015    | 10 de fevereiro de 2015    |
| Fase de play-off | Play-off                  | Sem sorteio            | 17 de fevereiro de 2015    | 17 de fevereiro de 2015    |
| Fase de grupos   | 1ª Rodada                 | 11 de dezembro de 2014 | 24–25 de fevereiro de 2015 | 24–25 de fevereiro de 2015 |
| Fase de grupos   | 2ª Rodada                 | 11 de dezembro de 2014 | 3–4 de março de 2015       | 3–4 de março de 2015       |
| Fase de grupos   | 3ª Rodada                 | 11 de dezembro de 2014 | 17–18 março 2015           | 17–18 março 2015           |
| Fase de grupos   | 4ª Rodada                 | 11 de dezembro de 2014 | 7–8 de abril de 2015       | 7–8 de abril de 2015       |
| Fase de grupos   | 5ª Rodada                 | 11 de dezembro de 2014 | 21–22 de abril de 2015     | 21–22 de abril de 2015     |
| Fase de grupos   | 6ª Rodada                 | 11 de dezembro de 2014 | 5–6 de maio 2015           | 5–6 de maio 2015           |
| Fase final       | Oitavas de final          | 11 de dezembro de 2014 | 19–20 de maio de 2015      | 26–27 de maio de 2015      |
| Fase final       | Quartas de final          | 18 de julho de 2015    | 25–26 de agosto de 2015    | 15–16 de setembro de 2015  |
| Fase final       | Semifinais                | 18 de julho de 2015    | 29–30 de setembro de 2015  | 20–21 de outubro de 2015   |
| Fase final       | Final                     | 18 de julho de 2015    | 7 de novembro de 2015      | 21 de novembro de 2015     |

## Rodadas de qualificação
As chaves para as rodadas de qualificação foram determinadas pela AFC baseada no ranking de cada associação. Times da mesma associação não podem se enfrentar nesta fase. As vagas são decididas em partida única.

### Primeira pré-eliminatória
| Equipe 1           | Resultado         | Equipe 2      |
| Ásia Oriental      | Ásia Oriental     | Ásia Oriental |
| ------------------ | ----------------- | ------------- |
| Yadanarbon         | 1–1 (pro) (5–6 p) | Warriors      |
| Johor Darul Ta'zim | 2–1 (pro)         | Bengaluru     |

### Segunda pré-eliminatória
| Equipe 1       | Resultado           | Equipe 2           |
| Ásia Ocidental | Ásia Ocidental      | Ásia Ocidental     |
| -------------- | ------------------- | ------------------ |
| Al-Qadsia      | 1–0                 | Al-Wehdat          |
| Al Jaish       | 2–1                 | Al-Nahda           |
| Al-Sadd        | 0–0 (pro) (11–10 p) | Al-Riffa           |
| Ásia Oriental  |                     |                    |
| Hà Nội T&T     | 4–0                 | Persib Bandung     |
| Chonburi       | 4–0                 | Kitchee            |
| Guangzhou R&F  | 3–0                 | Warriors           |
| Bangkok Glass  | 3–0                 | Johor Darul Ta'zim |

### Play-off
| Equipe 1               | Resultado         | Equipe 2       |
| Ásia Ocidental         | Ásia Ocidental    | Ásia Ocidental |
| ---------------------- | ----------------- | -------------- |
| Al-Ahli                | 2–1 (pro)         | Al-Qadsia      |
| Naft Tehran            | 1–0               | Al Jaish       |
| Bunyodkor              | 2–1               | Al-Jazira      |
| Al-Wahda               | 4–4 (pro) (4–5 p) | Al-Sadd        |
| Ásia Oriental          |                   |                |
| FC Seoul               | 7–0               | Hà Nội T&T     |
| Kashiwa Reysol         | 3–2               | Chonburi       |
| Central Coast Mariners | 1–3               | Guangzhou R&F  |
| Beijing Guoan          | 3–0               | Bangkok Glass  |

## Fase de grupos
O sorteio para esta fase ocorreu em 11 de dezembro de 2014. As 32 equipes foram distribuídas em oito grupos com quatro equipes cada. Equipes da mesma associação não podem ser sorteadas no mesmo grupo.

### Grupo A
| Pos. | Equipe     | Pts | J | V | E | D | GP | GC | SG |
| ---- | ---------- | --- | - | - | - | - | -- | -- | -- |
| 1    | Lekhwiya   | 13  | 6 | 4 | 1 | 1 | 9  | 5  | +4 |
| 2    | Persepolis | 12  | 6 | 4 | 0 | 2 | 7  | 7  | 0  |
| 3    | Al-Nassr   | 8   | 6 | 2 | 2 | 2 | 7  | 6  | +1 |
| 4    | Bunyodkor  | 1   | 6 | 0 | 1 | 5 | 2  | 7  | –5 |

### Grupo B
| Pos. | Equipe      | Pts | J | V | E | D | GP | GC | SG |
| ---- | ----------- | --- | - | - | - | - | -- | -- | -- |
| 1    | Al Ain      | 12  | 6 | 3 | 3 | 0 | 7  | 2  | +5 |
| 2    | Naft Tehran | 8   | 6 | 2 | 2 | 2 | 8  | 8  | 0  |
| 3    | Pakhtakor   | 6   | 6 | 1 | 3 | 2 | 6  | 8  | –2 |
| 4    | Al Shabab   | 5   | 6 | 1 | 2 | 3 | 5  | 8  | –3 |

### Grupo C
| Pos. | Equipe             | Pts | J | V | E | D | GP | GC | SG |
| ---- | ------------------ | --- | - | - | - | - | -- | -- | -- |
| 1    | Al-Hilal           | 13  | 6 | 4 | 1 | 1 | 9  | 4  | +5 |
| 2    | Al-Sadd            | 10  | 6 | 3 | 1 | 2 | 9  | 9  | 0  |
| 3    | Foolad             | 6   | 6 | 1 | 3 | 2 | 2  | 4  | –2 |
| 4    | Lokomotiv Tashkent | 4   | 6 | 1 | 1 | 4 | 10 | 13 | –3 |

### Grupo D
| Pos. | Equipe       | Pts | J | V | E | D | GP | GC | SG |
| ---- | ------------ | --- | - | - | - | - | -- | -- | -- |
| 1    | Al-Ahli      | 12  | 6 | 3 | 3 | 0 | 11 | 7  | +4 |
| 2    | Al-Ahli      | 8   | 6 | 2 | 2 | 2 | 8  | 8  | 0  |
| 3    | Nasaf Qarshi | 8   | 6 | 2 | 2 | 2 | 5  | 5  | 0  |
| 4    | Tractor Sazi | 4   | 6 | 1 | 1 | 4 | 7  | 11 | –4 |

### Grupo E
| Pos. | Equipe                  | Pts | J | V | E | D | GP | GC | SG |
| ---- | ----------------------- | --- | - | - | - | - | -- | -- | -- |
| 1    | Kashiwa Reysol          | 11  | 6 | 3 | 2 | 1 | 14 | 9  | +5 |
| 2    | Jeonbuk Hyundai Motors  | 11  | 6 | 3 | 2 | 1 | 14 | 6  | +8 |
| 3    | Shandong Luneng Taishan | 7   | 6 | 2 | 1 | 3 | 13 | 17 | –4 |
| 4    | Becamex Bình Duong      | 4   | 6 | 1 | 1 | 4 | 6  | 15 | –9 |

### Grupo F
| Pos. | Equipe         | Pts | J | V | E | D | GP | GC | SG  |
| ---- | -------------- | --- | - | - | - | - | -- | -- | --- |
| 1    | Gamba Osaka    | 10  | 6 | 3 | 1 | 2 | 10 | 7  | +3  |
| 2    | Seongnam       | 10  | 6 | 3 | 1 | 2 | 7  | 5  | +2  |
| 3    | Buriram United | 10  | 6 | 3 | 1 | 2 | 12 | 7  | +5  |
| 4    | Guangzhou R&F  | 4   | 6 | 1 | 1 | 4 | 3  | 13 | –10 |

### Grupo G
| Pos. | Equipe                  | Pts | J | V | E | D | GP | GC | SG |
| ---- | ----------------------- | --- | - | - | - | - | -- | -- | -- |
| 1    | Beijing Guoan           | 11  | 6 | 3 | 2 | 1 | 6  | 3  | +3 |
| 2    | Suwon Samsung Bluewings | 11  | 6 | 3 | 2 | 1 | 11 | 8  | +3 |
| 3    | Brisbane Roar           | 7   | 6 | 2 | 1 | 3 | 7  | 9  | –2 |
| 4    | Urawa Red Diamonds      | 4   | 6 | 1 | 1 | 4 | 5  | 9  | –4 |

### Grupo H
| Pos. | Equipe                   | Pts | J | V | E | D | GP | GC | SG |
| ---- | ------------------------ | --- | - | - | - | - | -- | -- | -- |
| 1    | Guangzhou Evergrande     | 10  | 6 | 3 | 1 | 2 | 9  | 9  | 0  |
| 2    | FC Seoul                 | 9   | 6 | 2 | 3 | 1 | 5  | 4  | +1 |
| 3    | Western Sydney Wanderers | 8   | 6 | 2 | 2 | 2 | 9  | 7  | +2 |
| 4    | Kashima Antlers          | 6   | 6 | 2 | 0 | 4 | 10 | 13 | –3 |

## Fase final

### Oitavas de final
| Equipe 1                | Total          | Equipe 2             | 1.º jogo       | 2.º jogo       |
| Ásia Ocidental          | Ásia Ocidental | Ásia Ocidental       | Ásia Ocidental | Ásia Ocidental |
| ----------------------- | -------------- | -------------------- | -------------- | -------------- |
| Al-Sadd                 | 3–4            | Lekhwiya             | 1–2            | 2–2            |
| Persepolis              | 1–3            | Al-Hilal             | 1–0            | 0–3            |
| Al-Ahli                 | 3–3 (gf)       | Al Ain               | 0–0            | 3–3            |
| Naft Tehran             | 2–2 (gf)       | Al-Ahli              | 1–0            | 1–2            |
| Ásia Oriental           |                |                      |                |                |
| Suwon Samsung Bluewings | 4–4 (gf)       | Kashiwa Reysol       | 2–3            | 2–1            |
| Jeonbuk Hyundai Motors  | 2–1            | Beijing Guoan        | 1–1            | 1–0            |
| FC Seoul                | 3–6            | Gamba Osaka          | 1–3            | 2–3            |
| Seongnam                | 2–3            | Guangzhou Evergrande | 2–1            | 0–2            |

### Quartas de final
O sorteio para decidir as partidas das quartas-de-final, semifinais e finais e mando de campo em cada fase foi realizado após a fase de oitavas de final terminar. Para as quartas-de-final não houve a "proteção por país", ou seja, se houver duas equipes do mesmo país eles poderão se enfrentar nas quartas, independentemente do sorteio.
O sorteio para esta fase foi realizado em 18 de junho de 2015.
| Equipe 1               | Total          | Equipe 2             | 1.º jogo       | 2.º jogo       |
| Ásia Ocidental         | Ásia Ocidental | Ásia Ocidental       | Ásia Ocidental | Ásia Ocidental |
| ---------------------- | -------------- | -------------------- | -------------- | -------------- |
| Al-Hilal               | 6–3            | Lekhwiya             | 4–1            | 2–2            |
| Naft Tehran            | 1–3            | Al-Ahli              | 0–1            | 1–2            |
| Ásia Oriental          |                |                      |                |                |
| Kashiwa Reysol         | 2–4            | Guangzhou Evergrande | 1–3            | 1–1            |
| Jeonbuk Hyundai Motors | 2–3            | Gamba Osaka          | 0–0            | 2–3            |

### Semifinais
| Equipe 1             | Total          | Equipe 2       | 1.º jogo       | 2.º jogo       |
| Ásia Ocidental       | Ásia Ocidental | Ásia Ocidental | Ásia Ocidental | Ásia Ocidental |
| -------------------- | -------------- | -------------- | -------------- | -------------- |
| Al-Hilal             | 3–4            | Al-Ahli        | 1–1            | 2–3            |
| Ásia Oriental        |                |                |                |                |
| Guangzhou Evergrande | 2–1            | Gamba Osaka    | 2–1            | 0–0            |

### Final
| Equipe 1 | Total | Equipe 2             | 1.º jogo | 2.º jogo |
| -------- | ----- | -------------------- | -------- | -------- |
| Al-Ahli  | 0–1   | Guangzhou Evergrande | 0–0      | 0–1      |

## Premiação
| Liga dos Campeões da AFC de 2015         |
| China                                    |
| ---------------------------------------- |
| Guangzhou Evergrande Campeão (2º título) |

## Prêmios
| Prêmio               | Jogador         | Clube                |
| -------------------- | --------------- | -------------------- |
| Jogador mais valioso | Ricardo Goulart | Guangzhou Evergrande |
| Artilheiro           | Ricardo Goulart | Guangzhou Evergrande |
| Prêmio Fair Play     | —               | Guangzhou Evergrande |

### Seleção do Campeonato
| Pos. | Jogador              | Clube                |
| ---- | -------------------- | -------------------- |
| G    | Masaaki Higashiguchi | Gamba Osaka          |
| D    | Zhang Linpeng        | Guangzhou Evergrande |
| D    | Kwon Kyung-won       | Al-Ahli              |
| D    | Kim Young-gwon       | Guangzhou Evergrande |
| D    | Yasser Al-Shahrani   | Al-Ahli              |
| M    | Huang Bowen          | Guangzhou Evergrande |
| M    | Zheng Zhi            | Guangzhou Evergrande |
| M    | Majed Hassan         | Al-Ahli              |
| A    | Ahmed Khalil         | Al-Ahli              |
| A    | Elkeson              | Guangzhou Evergrande |
| A    | Ricardo Goulart      | Guangzhou Evergrande |